# Sarcolaenaceae
Sarcolaenaceae Caruel, 1881 è una famiglia di piante angiosperme dell'ordine Malvales.

## Tassonomia
La famiglia comprende i seguenti generi:
- Eremolaena Baill.
- Leptolaena Thouars
- Mediusella (Cavaco) Hutch.
- Pentachlaena H.Perrier
- Perrierodendron Cavaco
- Rhodolaena Thouars
- Sarcolaena Thouars
- Schizolaena Thouars
- Xerochlamys Baker
- Xyloolaena Baill.